# Homeros apoteos
Homeros apoteos (franska: L'Apothéose d'Homère) är en oljemålning av den franske konstnären Jean-Auguste-Dominique Ingres. Den är målad 1827 och är utställd på Louvren i Paris.
Ingres var den mest övertygade nyklassicisten i sin generation. Rena konturer, kyliga färger och gestalter baserade på antik skulptur och Rafaels måleri var kärnan i hans stil. Han målade ofta mytologiska och historiska motiv. Hans verk uppfattas ofta som statiska och onaturliga i motsats till rivalen, den romantiske Eugène Delacroix. 

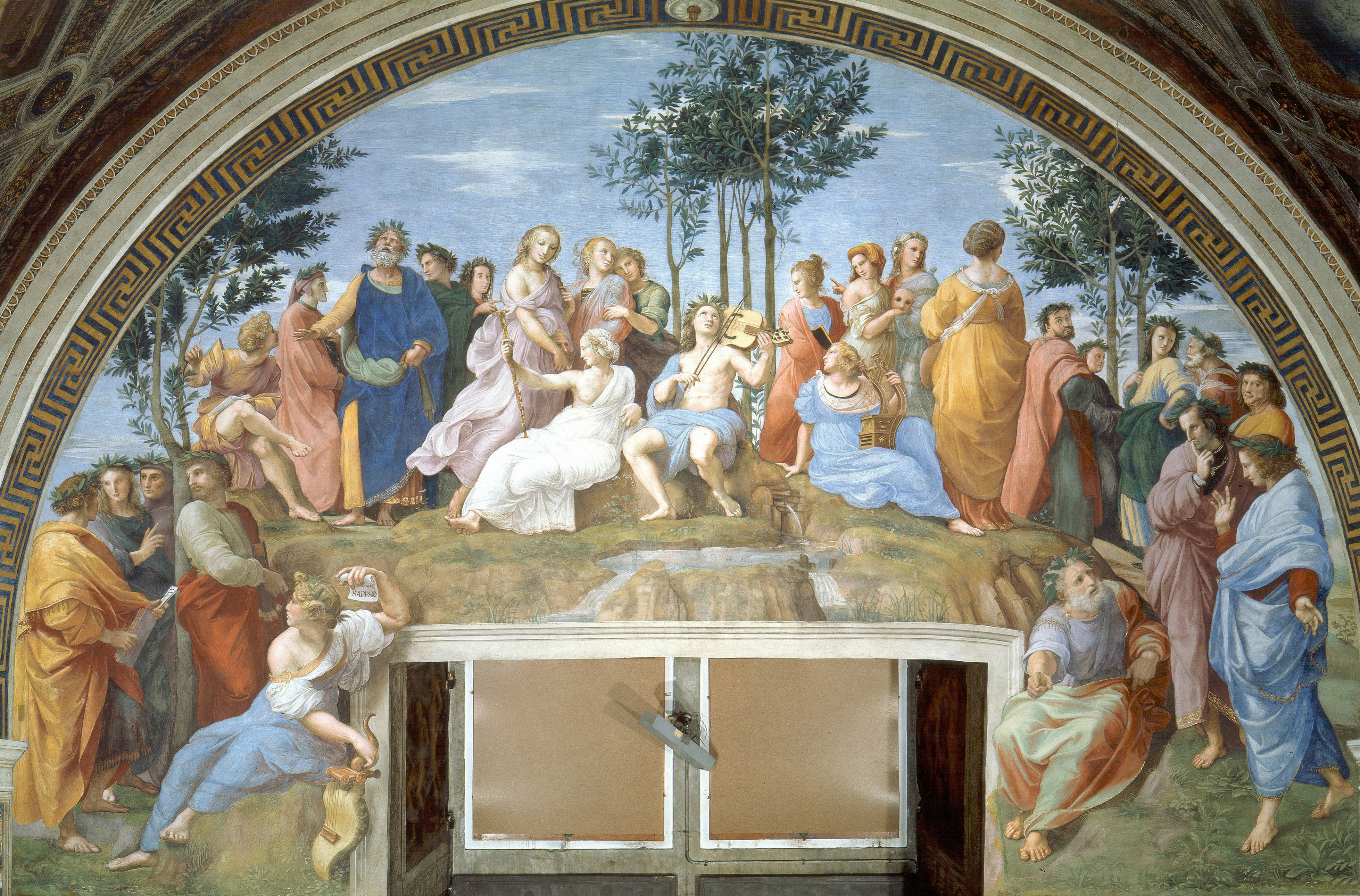
Rafaels Parnassen, en av Rafaels stanzer.

I denna målning skildrar han den grekiske antike skalden Homeros sittande på en tron framför ett grekiskt tempel. Han kröns med en lagerkrans som markerar gudomlig upphöjelse (apoteosering). Framför Homeros sitter två kvinnor som utgör allegoriska personifikationer av de två epos som han (antas) författat: Iliaden och Odysséen. Förutom den grekiska skalden Sapfo är dessa de enda kvinnorna som avbildas i målningen. Övriga 42 personer är framstående manliga konstnärer, författare, filosofer och statsmän från antiken till Ingres samtid som alla hyllar Homeros.     
Målningen var ursprungligen en takmålning i Salle Clarac i Louvren, beställd av Karl X av Frankrike. Han inspirerades av Rafaels Parnassen, en av Rafaels stanzer. Homeros apoteos visades på Parissalongen 1827 där den fick ett ljumt mottagande. Detta hindrade inte Ingres från att måla ett antal kopior senare, varav en ingår i samlingarna på Kungliga museet för sköna konster i Belgien.

## Avbildade personer
|  |  | 1. Horatius 2. Peisistratos 3. Lykurgos av Aten 4. Vergilius 5. Rafael 6. Sapfo 7. Alkibiades 8. Apelles 9. Euripides 10. Menander 11. Demosthenes 12. Sofokles 13. Aischylos 14. Herodotos 15. Orfeus 16. Linus 17. Homeros 18. Musaios av Aten 19. Segergudinna 20. Pindaros 21. Hesiodos 22. Platon 23. Sokrates 24. Perikles 25. Fidias 26. Michelangelo 27. Aristoteles 28. Aristarchos från Samothrake 29. Alexander den store 30. Dante 31. allegori över Iliaden 32. allegori över Odysséen 33. Aisopos 34. William Shakespeare 35. Jean de La Fontaine 36. Torquato Tasso 37. Wolfgang Amadeus Mozart 38. Nicolas Poussin 39. Pierre Corneille 40. Jean Racine 41. Molière 42. Nicolas Boileau 43. Longinos 44. François Fénelon 45. Christoph Willibald Gluck 46. Luís de Camões |